# Torbino (stacja kolejowa)
Torbino (ros. Торбино) – stacja kolejowa w miejscowości Torbino, w rejonie okułowskim, w obwodzie nowogrodzkim, w Rosji. Położona jest na linii Petersburg – Moskwa.

## Historia
Stacja powstała w XIX w. na Kolei Mikołajewskiej, pomiędzy stacjami Wieriebje i Borowionka.